# چانگان رایتون
چانگان رایتون (睿骋) یک سدان اندازه متوسط است که توسط چانگان تولید می‌شود.

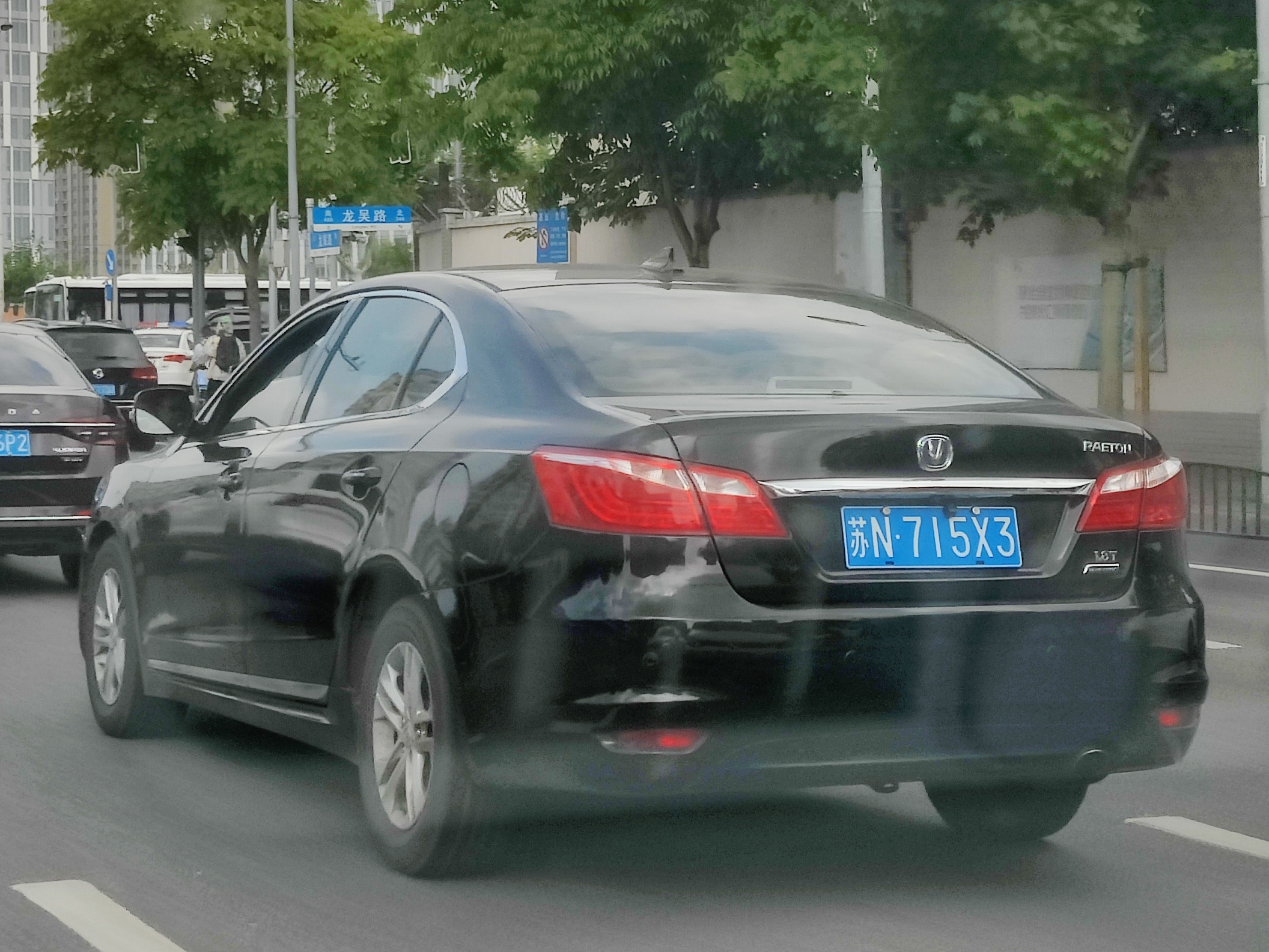
چانگان رایتون (عقب)

چانگان رایتون در سال ۲۰۱۲ در نمایشگاه خودرو پکن معرفی شد و در سال ۲۰۱۳ در بازار خودروی چین عرضه شد.

طبق گفته وب‌سایت رسمی به روز شده در سال ۲۰۱۸، قیمت چانگان رایتون پس از فیس‌لیفت از ۱۲۰٫۸۰۰ تا ۱۵۰٫۸۰۰ یوان متغیر است. رایتون توسط مرکز طراحی چانگان در تورین ایتالیا طراحی شده‌است، درست مانند کراس‌اوور و سدان‌های مانند سی‌اس۳۵ و ایدو.